# Austrocythere
Austrocythere is een geslacht van kreeftachtigen uit de klasse van de Ostracoda (mosselkreeftjes).

## Soort
- Austrocythere reticulotuberculata Hartmann, 1989